# ویلیام ای. پالمر
ویلیام ای. پالمر (به انگلیسی: William A. Palmer) سناتور سابق عضو حزب دموکرات-جمهوری‌خواه بود. وی در سال ۱۸۱۸ تا ۱۸۲۴ و ۱۸۲۴ تا ۱۸۲۵ میلادی سناتور ایالت ورمانت در سنای ایالات متحده آمریکا بود.